# Bandera de Juià
La bandera oficial de Juià té la descripció següent:
| « | Bandera apaïsada, de proporcions dos d'alt per tres de llarg: blau fosc; el terç horitzontal inferior groc amb quatre pals vermells, equidistants entre ells, i cadascun d'una amplada d'1/9 de la llargària del drap. Sobre el primer i el segon terços horitzontals superiors, una banda groga per sobre d'una barra blanca, cadascuna d'un gruix d'1/6 de l'alçària del drap. | » |

## Història
Fou aprovada per la Generalitat el 21 de març de 2022 i publicada al DOGC el 25 de març amb el número 8634.